# Ivan Kalioujny
Ivan Vassilievitch Kalioujny (en russe : Иван Васильевич Калюжный ; né le 30 août 1858 à Lebedyn, dans le gouvernement de Kharkov, Empire russe, et mort le 15 novembre 1889 au bagne de la Kara) est un révolutionnaire russe, membre du parti Narodnaïa volia. Il est le frère de Maria Kalioujnaïa.

## Biographie
Ivan Kalioujny est le fils d'un marchand de la deuxième guilde. Après avoir achevé ses études secondaires au lycée de Soumsk, il entre à l'université de Kharkov.
En 1878, il est arrêté pour participation à des émeutes estudiantines et exilé administrativement à Vologda. Il ne termine pas ses études universitaires.
Le 20 mars 1880, il fuit la ville où il assigné à résidence. Il rejoint le parti Narodnaïa volia. Il travaille dans l'organisation de la «Croix-Rouge» de ce parti, avec Iouri Bogdanovitch (ru).
Du 27 septembre 1881 au 23 mars 1882, il vit avec Nadejda Smirnitskaïa à Moscou dans un appartement où sont fabriqués de faux papiers pour Narodnaïa volia. Il y est arrêté le 23 mars 1882 avec elle. .
Il est jugé par le tribunal spécial constitué auprès du Sénat du 28 mars au 5 avril 1883 dans le procès des 17 (ru). Reconnu coupable, il est condamné à 16 ans de travaux forcés. Il commence à purger da peine au bagne de la Kara.
Il fait partie des seize détenus masculins qui se donnent la mort, après la punition corporelle infligée à Nadejda Siguida, pour protester contre le régime carcéral des prisonniers politiques. Il meurt le 15 novembre 1889.

## Épouse
- Nadejda Smirnitskaïa